# Thieffry (metrostation)
Thieffry is een station van de Brusselse metro, gelegen in de gemeente Etterbeek.

## Geschiedenis
Het station Thieffry werd geopend op 20 september 1976 als onderdeel van de eerste metrolijn van de Brussels metro. De toenmalige metrolijn 1 reed tussen De Brouckère en Tomberg / Beaulieu. Sinds de herinrichting van het metronet in 2009 bedient metrolijn 5 dit station.

## Situering
Het metrostation bevindt zich onder de Legerlaan en de Vlieger Thieffrystraat, vernoemd naar Edmond Thieffry. Ten zuiden van het station in de richting van Pétillon loopt de metrolijn bovengronds evenwijdig met spoorlijn 26, terwijl de lijn ten noorden ondergronds richting Merode gaat. Net voor het station Merode splitsen beide sporen zich op twee niveaus om een kruising met de andere reisrichting te vermijden aangezien lijn 1 en 5 samenkomen in Merode. 
Bovengronds is er aansluiting voorzien met buslijn 36. Beide zijden van de Vlieger Thieffrystraat zijn voorzien van toegangen tot het metrostation, wat een gemakkelijk overstap biedt met de bus. Het station ligt naast een Carrefour Market en Brico-vestiging.
Iets ten oosten van het station Thieffry bevindt zich op wandelafstand het premetrostation Boileau, dat deel uitmaakt van de grote ring van de Brusselse premetro.
Het station heeft twee uitgangen/ingangen die zich bevinden achter het werk Sculptures. De linker uitgang/ingang leidt naar de zuidelijke zijde van de Fernand Demanybrug, die verder weg ligt en de rechter naar het noordelijke deel dat dichterbij ligt. Tussen de twee stond vroeger het café Good Morning Café maar dat is momenteel gesloten.

## Kunst
In de perronhal is boven de sporen het kunstwerk Aequus Nox van Vic Gentils te zien. De afbeelding bestaat uit een groot aantal gekleurde spiegeltjes, waardoor het werk in beweging komt als men er langsloopt. In de lokettenzaal bevindt zich een sculptuur van Felix Roulin met de titel Sculptures. Het werk laat gebroken zuilen van geroest staal zien die de vloer lijken open te breken. In diverse holtes zijn realistisch weergegeven fragmenten van het menselijk lichaam in brons geplaatst.

## Afbeeldingen

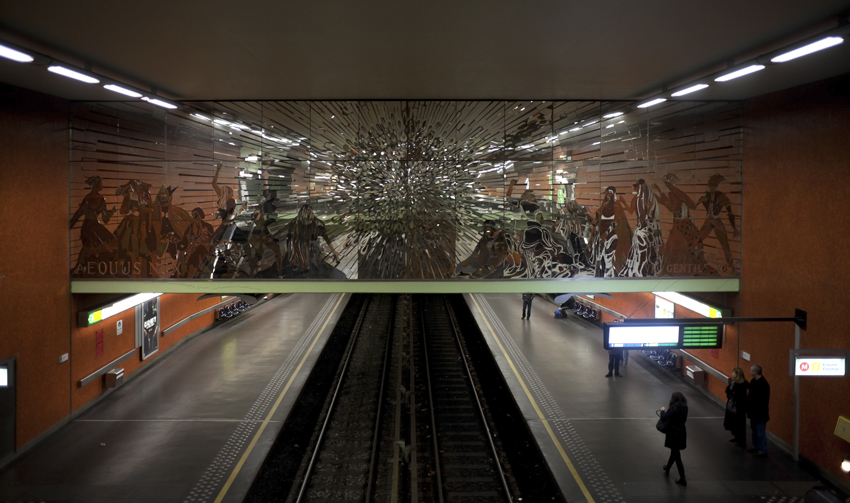
Kunstwerk "Aequus Nox" boven de sporen.
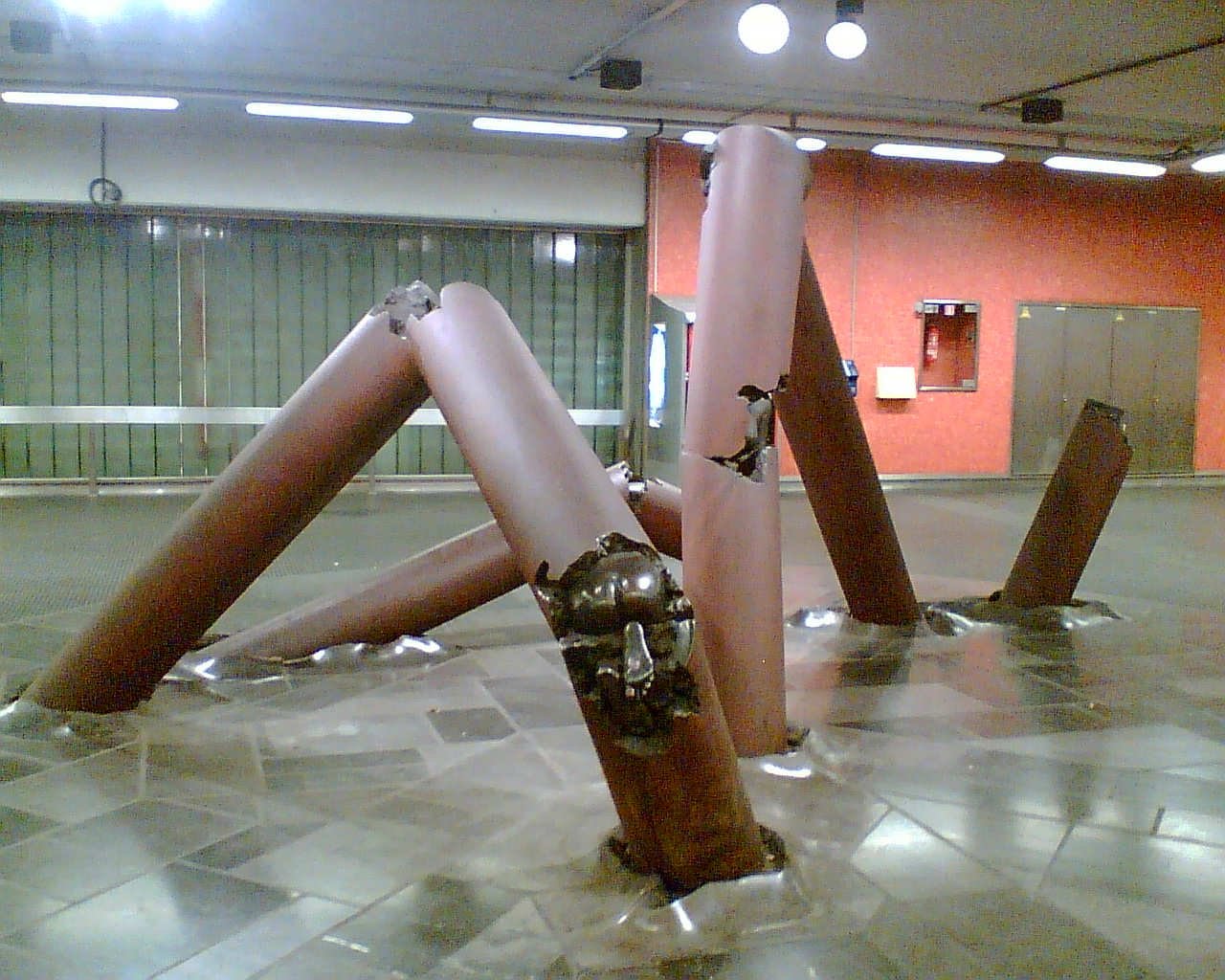
Kunstwerk "Sculptures" in de lokettenzaal.
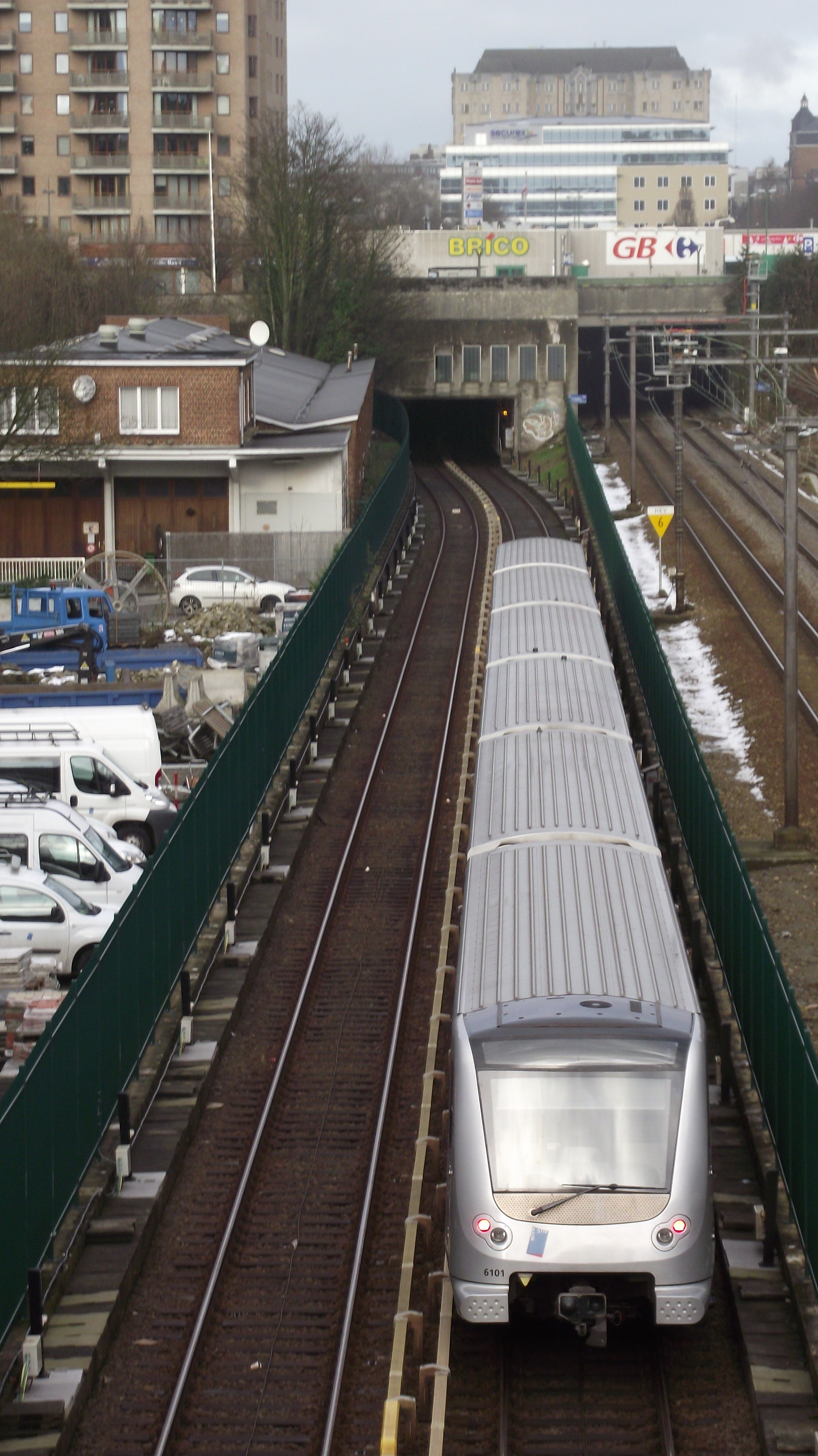
Boa metrostel richting het station Thieffry.